# Carlos Eduardo Lozano Tovar
Carlos Eduardo Lozano Tovar (* 7. April 1930 in Ortega, Tolima, Kolumbien) ist ein ehemaliger kolumbianischer Botschafter. Carlos Eduardo Lozano Tovar ist der Sohn von Felipe Lozano Góngora und María Cleotilde Tovar.
Carlos E. Lozano Tovar studierte an der römischen Universität La Sapienza, Rechtswissenschaft und promovierte 1956 In Jura. Danach erhielt er ein Stipendium um Deutsch zu lernen, wo er 1957 in Leipzig den jungen Schriftsteller Gabriel García Márquez kennen gelernt hat. Nach diesem intensiven Deutschkurs am Goethe-Institut reiste er in die DDR-Hauptstadt um einen Aufbaustudiengang in Volkswirtschaft an der Humboldt-Universität zu Berlin zu beenden.
Von 1974 bis 1976 war er Gouverneur des Departements Tolima, wo er wichtige Modernisierungsmaßnahmen durchführte. In dem Geschichtshandbuch "Manual de Historia del Tolima" (Editor Pijao, Tomo II, Ibagué 2007) wird hervorgehoben, dass seine Maßnahmen im Bildungs- und Gesundheitssektor, in der Elektrizitäts-, Spirituosen- und Lotteriewirtschaft bedeutende Fortschritte verzeichnet haben. Auch die Förderung von öffentlichen Arbeiten in Umweltsanierung, Aquädukte und Kanalisation waren ein wichtiger Bestandteil dieser Politik.
Von 1976 bis 1979 war er kolumbianischer Botschafter in der DDR. Während seiner diplomatischen Tätigkeit gelang es ihm, die Bananen- und Kaffeeexporte zu verdoppeln. Seine Maßnahmen haben neue Handelslinien für Kolumbiens Textilien eröffnet. Jeans und Sportschuhe aus Kolumbien wurden vor allem auf den DDR-Märkten verkauft. Als Gegenleistung erhielt Kolumbien dafür Bildung. „Mit Hilfe von Experten aus Ostdeutschland konnten wir das Inem (Bildungs- und Berufsschulen) in Kolumbien starten. Darüber hinaus erhielten viele junge Kolumbianer Stipendien für die Berufsausbildung in technischen und wissenschaftlichen Berufen“, erzählt der ehemalige Botschafter in einem Interview vom 11. September 2009 für die kolumbianische Zeitschrift Semana.
1989 leitete er die Dirección Nacional de Instrucción Criminal. Das damals in dieser Form neu geschaffene Amt entsprach dem eines Staatsanwaltes.
Von 1991 bis 1994 war er kolumbianischer Botschafter in Bolivien.

## Veröffentlichungen
- La impunidad y las formas de combatirla, Dirección Nacional de Instrucción Nacional Imprenta Nacional, Bogotá, septiembre de 1988.